# Armand-Pierre Caussin de Perceval
Armand-Pierre Caussin de Perceval (Parigi, 13 gennaio 1795 – Parigi, 15 gennaio 1871) è stato un orientalista e lessicografo francese.
Nel 1814 si recò a Costantinopoli in veste di allievo dragomanno, poi viaggiò in Turchia e in Libano, dove passò un anno tra i maroniti prima di diventare interprete ad Aleppo. Di ritorno a Parigi, fu nominato professore di arabo moderno all'Institut National des Langues et Civilisations Orientales, nel 1820, poi professore di arabo nel Collège de France, nel 1833. Fu eletto all'Académie des inscriptions et belles-lettres nel 1849.
La sua principale opera, intitolata Essai sur l'histoire des Arabes avant l'islamisme, s'ispira in gran parte al Kitāb al-Aghānī (Libro dei canti) d'Abu al-Faraj al-Isfahani, vera miniera d'informazioni sulla vita e i costumi degli Arabi nel periodo della Jāhiliyya ma fu pubblicata solo 40 anni più tardi, in Egitto.
Suo padre, Jean Jacques Antoine Caussin de Perceval (1759–1835), era stato professore di arabo al Collège de France prima di lui.
Il 5 dicembre 1839 divenne socio dell'Accademia delle scienze di Torino.

## Principali opere
- Précis historique de la guerre des Turcs contre les Russes, depuis l'année 1769 jusqu'à l'année 1774, tiré des Annales de l'historien turc Vassif-Efendi, 1822.
- Dictionnaire français-arabe, par Ellious Bocthor, revu et augmenté par A. Caussin de Perceval, 1828-1829.
- Grammaire arabe vulgaire pour les dialectes d'Orient et de Barbarie, 1833.
- Essai sur l'histoire des Arabes avant l'islamisme, pendant l'époque de Mahomet et jusqu'à la réduction de toutes les tribus sous la loi musulmane, Parigi, Firmin Didot, 1847-1848.
- Notices anecdotiques sur les principaux musiciens arabes des trois premiers siècles de l'islamisme, 1874